# Timo Gerach
Timo Gerach (* 30. November 1986 in Landau in der Pfalz) ist ein deutscher Fußballschiedsrichter.

## Karriere
Seit 2010 ist Gerach DFB-Schiedsrichter. Er pfeift für den FV Queichheim.

### Als Assistent
Als Schiedsrichter-Assistent in der 2. Bundesliga hatte Gerach sein Debüt 2010, ab der Saison 2014/2015 begleitete er auch Spiele in der Bundesliga. Er gehörte seit 2017 zum Team von Christian Dingert. Seit seinem Aufstieg in die Bundesliga als Schiedsrichter 2023 ist er nur noch als Hauptschiedsrichter aktiv. An der Linie assistierte er in 96 Spielen in der Bundesliga und in 47 Spielen in der 2. Bundesliga.

### Als Schiedsrichter
Seit 2011 leitet Gerach Spiele in der 3. Liga. Sein Debüt in der 2. Bundesliga gab er am 13. September 2014 bei der Partie SV Darmstadt 98 gegen den FC Erzgebirge Aue (2:0). Seinen ersten Einsatz im DFB-Pokal hatte Gerach am 17. August 2014 zwischen dem FV Illertissen und dem SV Werder Bremen.
Seit der Saison 2019/20 ist Gerach zusätzlich als Video-Assistent in der höchsten Spielklasse tätig.
Am 25. Januar 2023 pfiff Gerach mit Bayer 04 Leverkusen gegen den VfL Bochum (2:0) seine erste Partie in der Fußball-Bundesliga. Nach einem weiteren Einsatz am 27. Spieltag stieg Gerach zur Saison 2023/24 dann fest in den Bundesliga-Kader auf.

## Unternehmerische Tätigkeiten
Gerach ist gelernter Betriebswirt und war von 2008 bis 2014 im elterlichen Unternehmen tätig. Danach legte er den Fokus auf seine Schiedsrichterkarriere und schied aus dem operativen Geschäft der Firmengruppe aus.
Seit 2015 organisiert und veranstaltet Gerach mit seiner Agentur verschiedenste Großveranstaltungen in seiner Heimatstadt Landau.

## Soziales Engagement
Gemeinsam mit anderen Unternehmern aus der Region gründete Gerach 2018 den gemeinnützigen Verein Getrennte Farben, gemeinsames Herz! e.V., der sich für benachteiligte Kinder und Jugendliche einsetzt.